# NGC 2490
NGC 2490 é uma galáxia  localizada na direcção da constelação de Gemini. Possui uma declinação de +27° 04' 40" e uma ascensão recta de 7 horas, 59 minutos e 17,9 segundos.
A galáxia foi descoberta em 14 de Fevereiro de 1857 por William Parsons.